# Stoomtram Maas en Waal
Stoomtram Maas en Waal was een trammaatschappij die de tramlijn Nijmegen - Wamel exploiteerde tussen 1902 en 1934.
De NV Stoomtram Maas en Waal werd opgericht in 1898 als dochteronderneming van de Nijmeegsche Tramweg-Maatschappij. Vanaf 1 januari 1913 werd de lijn Nijmegen - Neerbosch voor de Nijmeegsche Tramweg-Maatschappij geëxploiteerd door de Stoomtram Maas en Waal, waarna Stoomtram Maas en Waal de lijn geheel overnam per 1 januari 1916, als onderdeel van de lijn Nijmegen – Wamel. Als zelfstandige onderneming exploiteerde de maatschappij de lijn tot 1934. Hierna is Stoomtram Maas en Waal met bussen gaan rijden en werd de dienst overgenomen door de Maas-Buurtspoorweg.
Vanwege de watersnood in 1926 heeft de tramverbinding enige tijd stilgelegen.

## Museummaterieel
- postbagagewagen LD 3 (Pennock, 1902) bevindt zich bij het Nationaal Smalspoormuseum (niet gerestaureerd)